# Space Cruiser
Space Cruiser (スペースクルーザー?, Supēsu Kurūzā) è uno sparatutto a scorrimento verticale per arcade edito dalla Taito nel 1981. Nel 1983 vennero pubblicate conversioni per i computer giapponesi FM-7, NEC PC-8801 e Sharp X1 dalla Nidecom.
È stato emulato per la prima volta ed è tuttora presente nell'antologia di Hamster Corporation Arcade Archives per PlayStation 4 e Nintendo Switch.

## Modalità di gioco
Space Cruiser è ambientato nel 2100, anno in cui la Terra è minacciata da una imminente invasione di alieni ostili. Il giocatore deve usare un joystick bidirezionale per dirigere un'astronave (che è l'omonimo "Space Cruiser") a sinistra e a destra nella parte inferiore dello schermo con un singolo pulsante per farle sparare colpi ai nemici.
Il titolo consta di cinque livelli, quattro dei quali vengono guadagnati punti bersagliando agli UFO nelle loro varie formazioni. Il terzo livello è il livello cruciale dell'intero gioco, perché se il giocatore non riesce ad attraccare l'astronave ad una stazione spaziale al fine di duplicare il proprio colpo, non potrà accedere al quinto ed ultimo livello e la partita finisce in anticipo.